# Eliodoro Sollima
(Danilo Dolci)
Antonino Eliodoro Sòllima (Marsala, 10 luglio 1926 – Palermo, 3 gennaio 2000) è stato un pianista, compositore e didatta italiano.

## Biografia musicale
Trasferitosi per gli studi liceali a Palermo, sotto la guida di Maria Giacchino Cusenza conseguì, in cinque anni, il diploma di pianoforte e, l'anno successivo, quello di composizione, con Pietro Ferro.
Il suo perfezionamento pianistico proseguì all'Accademia Chigiana di Siena con Guido Agosti e ad Arezzo con Arturo Benedetti Michelangeli, che lo scelse per la prima esecuzione italiana del Kammerkonzert di Alban Berg, al Teatro Nuovo di Milano, nel maggio del 1954.
Nel 1965 con il violinista Salvatore Cicero e il violoncellista Giovanni Perriera ha costituito il Trio di Palermo, cui nel 1978 è stato assegnato il Diapason d'oro.
Ha suonato per Deutsche Rundfunk, Radio Scheweis e RAI.

## Catalogo delle composizioni (parziale)
Delle opere si ricordano: 
- Evoluzioni (per vari strumenti),
- Variazioni concertanti (premio "Città di Trieste"),
- il Concerto per archi,
- i Contrasti per pianoforte e orchestra,
- la Sonata per pianoforte (premio "Città di Treviso"),
- il Trio per pianoforte,violino e violoncello (scritto per la formazione del Trio di Palermo e dedicato a Cicero e Perriera),
- la radiofiaba Pimpinella,
- i Tre momenti della Passione sul Golgota,
- il Divertimento su canti popolari siciliani,
- la Trenodia (commissionata dall'Orchestra sinfonica siciliana e dedicata alle vittime del massacro di piazza Tien an men).
- Concerto in FA per flauto dolce e orchestra (dedicato ad Amico Dolci)

Le sue musiche sono state edite, tra gli altri, da Berben, Sonzogno, Curci, Schott.

## Attività didattica
Docente di composizione al Conservatorio di musica di Palermo dal 1954 al 1991, ne fu direttore per diciotto anni. Tenne corsi di perfezionamento di Pianoforte, Analisi e Composizione a Senigallia, a Trapani, Palermo, in Polonia e a Saarbrücken.
Tra i suoi allievi: il clarinettista Calogero Palermo e il violoncellista Giovanni Sollima, suo figlio.

## Riconoscimenti
Gli è stato intitolato il Teatro comunale di Marsala, sua città natale, e un concorso pianistico (Città di Bagheria - Premio "Eliodoro Sòllima"). Nel 2010, anche a Enna gli è stato intitolato un concorso per solisti e formazioni cameristiche, destinato a giovani strumentisti dai 6 ai 25 anni.